# Pester Lloyd
Pester Lloyd a fost un ziar de limba germană din Budapesta. Ziarul a apărut din 1854 până în 1945, de două ori pe zi: într-o ediție de dimineață și una de seară.
Ziarul a reapărut pe 9 septembrie 1994 sub numele de Der Neue Pester Lloyd, preluând din 1 ianuarie 1999 numele vechi de Pester Lloyd. A fost un ziar săptămânal german care a apărut inclusiv în ediție online. Pe 15 martie 2009 ediția tipărită a ziarului și-a încetat apariția, iar de atunci a apărut doar online.
Orientarea politică a ziarului Pester Lloyd a fost liberală. În anii 2000 a criticat guvernarea lui Viktor Orbán. Ediția online a ziarului nu a mai fost actualizată din anul 2020.

## Istoria până în 1945
Până în 1945 Pester Lloyd a fost cel mai important și cel mai mare ziar de limba germană din Ungaria, având o orientare liberal-democrată. Pester Lloyd a apărut din 31 decembrie 1853 (ediție de probă, prima ediție regulată avea înscris: Budapesta, 1 ianuarie 1854) până la 14 aprilie 1945 (ultima ediție a apărut la Sopron/Ödenburg) de două ori pe zi, dimineața și seara.
Ziarul a fost publicat de Pester-Lloyd-Gesellschaft, fiind condus în 1937 de președintele dr. Aurel Egry și vicepreședintele Franz Szekely. Sediul redacției era pe str. Mária-Valéria nr. 12 din sectorul V al Budapestei. Tirajul era în acea perioadă de 27.000 de exemplare. Ziarul a fost în principal pentru relevantă comerț și industrie cercuri, proiectat în principal pentru en-gros, mare industrie și bănci mari. Ziarul a fost conceput în primul rând pentru cercurile comerciale și industriale interesate, deci în principal pentru sectorul economic și bancar.

### Opinia față de legile de la Nürnberg
Pe 16 septembrie 1935 ziarul a raportat despre noile legi rasiale de la Nürnberg și a spus că acestea reprezentau o înăsprire suplimentară a legislației referitoare la evrei în cel de-al Treilea Reich. Și pentru a clarifica ceea ce ar însemna aceste legi pentru cetățenii germani de etnie evreiască, s-a afirmat:
S-ar fi crezut că Germania Național-Socialistă i-a tratat deja pe evrei într-un mod încât, într-adevăr, un grad mai mare de lipsă de drepturi și de persecuție ar fi greu de conceput. Dar aceste trei noi legi evreiești depășesc tot ceea ce s-a realizat în această privință, atingând dimensiuni aproape de neimaginat. 
Articolul a declarat că aceste legi îi vor umili pe evreii germani, transformându-i în iloți, vor introduce o nouă lege a naționalității ce-i va exclude pe unii dintre cetățenii Reich-ului German și, astfel, cetățenii vor fi excluși din comunitatea germană.
În anii 1938-1939 au fost adoptate legi antisemite în Ungaria, unde se aplica încă din 1920 o politică numerus clausus antisemită în universități, iar redacția evreiască a lui Pester Lloyd a fost demisă și ghetoizată în 1944.

### Activitatea în anul 1937
Direcția Generală a ziarului era condusă de Felix Dick. Redactor-șef era Josef Vészi, adjunctul său era György Kecskeméti. Departamentului de politică era condus de Georg Káldor. Pentru Departamentul de comerț a fost Josef Vágo era responsabil cu domeniul economic, iar  Georg Kemény și M. Mitnitzky scriau articole despre afaceri. Responsabil cu politica externă era Désider Kiss. Redacția de afaceri municipale era condusă de Heinrich Schwét, iar editorialist era Edmund Gergö. Articolele de teatru și literatură erau scrise de K. Sebestyén. Thomas Edmund Konrad era responsabil pentru departamentul de sport.
Corespondenții străini erau Hans Meisel la Atena, Ernst Lemmer la Berlin, Ágnes Szekula la Geneva, Ernst Neumann și Georg Popoff la Londra, Frédéric Wahl la Madrid, Nikolaus Bandy la Moscova și Gustav W. Eberlein la Roma.
Pentru Pester Lloyd au scris în 1938, printre alții, Theodor Herzl, Max Nordau, Thomas Mann, Stefan Zweig, Joseph Roth, Alfred Polgar, Ferenc Molnár, Dezső Kosztolányi, Egon Erwin Kisch, Bertha von Suttner, Franz Werfel și Felix Salten.

## Reapariția în 1994
Săptămânalul a fost reînființat în 1994 (certificatul de înmatriculare din 1 iulie 1993 al Ministerului Culturii din Ungaria, Nytsz: B/PHF/1993), mai întâi ca Der Neue Pester Lloyd de către Gotthard B. Schicker (fondator unic și titularul licenței), cu participarea, printre alții, a lui Anikó Halmai, András Heltai-Hopp (redactor-șef adjunct), Rainer Ackermann (redactor-șef adjunct) și Jan Mainka. Ultimul dintre ei a părăsit ziarul în 1999 și a fondat Budapester Zeitung.
Editura Pester Lloyd publică, de asemenea, cărți în limbile germană și maghiară.